# Raimondo Bucher

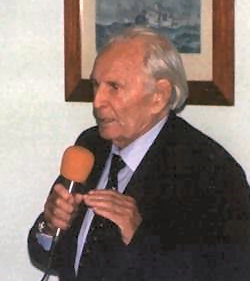
Foto do ex-mergulhador Livre Italiano Raimundo Bucher.

Raimundo Bucher é um mergulhador livre italiano. Em 1949, na baía de Siracusa, atingiu a marca de 30 metros de profundidade. Já em 1952, bateu seu recorde atingindo 39 metros de profundidade. Esta fato foi documentado pela fotografia.